# Melinopterus femoralis
Melinopterus femoralis är en skalbaggsart som beskrevs av Thomas Say 1823. Melinopterus femoralis ingår i släktet Melinopterus och familjen Aphodiidae. Inga underarter finns listade i Catalogue of Life.